# Motmots
Motmots (Momotidae) zijn een familie van vogels uit de orde Scharrelaarvogels. De familie telt 14 soorten in 6 geslachten. Alle soorten van deze familie komen alleen voor in Midden- en Zuid-Amerika.

## Kenmerken
Deze bosvogels hebben korte, afgeronde vleugels. De grote, brede snavel is iets gebogen met gezaagde zijkanten.

## Leefwijze
Het voedsel bestaat voornamelijk uit insecten, die tijdens de vlucht worden gevangen.

## Geslachten
- Geslacht Aspatha (1 soort: Blauwkeelmotmot)
- Geslacht Baryphthengus (2 soorten)
- Geslacht Electron (2 soorten)
- Geslacht Eumomota (1 soort: Wenkbrauwmotmot)
- Geslacht Hylomanes (1 soort: Kleine motmot)
- Geslacht Momotus (7 soorten)

## Evolutie
De motmots ontwikkelden zich in het Eoceen met de todies als nauwste verwanten. Protornis geldt als de oudst bekende motmot en kwam in Europa voor, wat er op wijst dat de motmots in het Paleogeen een groter verspreidingsgebied hadden dan tegenwoordig. De oudst bekende Amerikaanse motmot is een naamloze vorm uit het Mioceen van Florida.  Moleculair onderzoek wijst er op dat de motmots zich pas na het sluiten van de landengte van Panama van Midden-Amerika naar Zuid-Amerika uitbreidden tijdens de Great American Biotic Interchange.
Scharrelaars · Grondscharrelaars · IJsvogels · Todies · Motmots · Bijeneters